# Rede Nacional de Ensino e Pesquisa
A RNP é a rede brasileira para educação e pesquisa, que disponibiliza internet segura e de alta capacidade, serviços personalizados e promove projetos de inovação. 
O Sistema RNP inclui universidades, institutos educacionais e culturais, agências de pesquisa, hospitais de ensino, parques e polos tecnológicos. Com isso, beneficia 4 milhões de alunos, professores e pesquisadores brasileiros. 
A organização foi pioneira ao trazer a internet para o Brasil, e hoje sua rede acadêmica chega a todas as unidades da federação. Também está conectada às demais redes de educação e pesquisa na América Latina, América do Norte, África, Europa, Ásia e Oceania por meio de cabos de fibra óptica terrestres e submarinos.

A RNP é qualificada como uma organização social vinculada ao Ministério da Ciência, Tecnologia e Inovação (MCTI) e mantida por esse, em conjunto com os ministérios da Educação (MEC), das Comunicações (MCom), Cultura, Saúde (MS) e Defesa (MD), que participam do Programa Interministerial RNP (PRO-RNP).

## História
A RNP foi criada em setembro de 1989 pelo então Ministério da Ciência e Tecnologia (MCT). Seu objetivo era construir uma infraestrutura nacional de rede de internet de âmbito acadêmico. A Rede Nacional de Pesquisa, como era chamada em seu início, tinha também a função de disseminar o uso de redes no país. 

## Datas importantes
- 1992: Implantação da primeira rede de internet no país, conectando dez estados e o DF.
- 1995: Início da abertura da internet comercial no Brasil.
- 1997: Criação do CAIS, um dos primeiros times de resposta a incidentes de segurança do país.

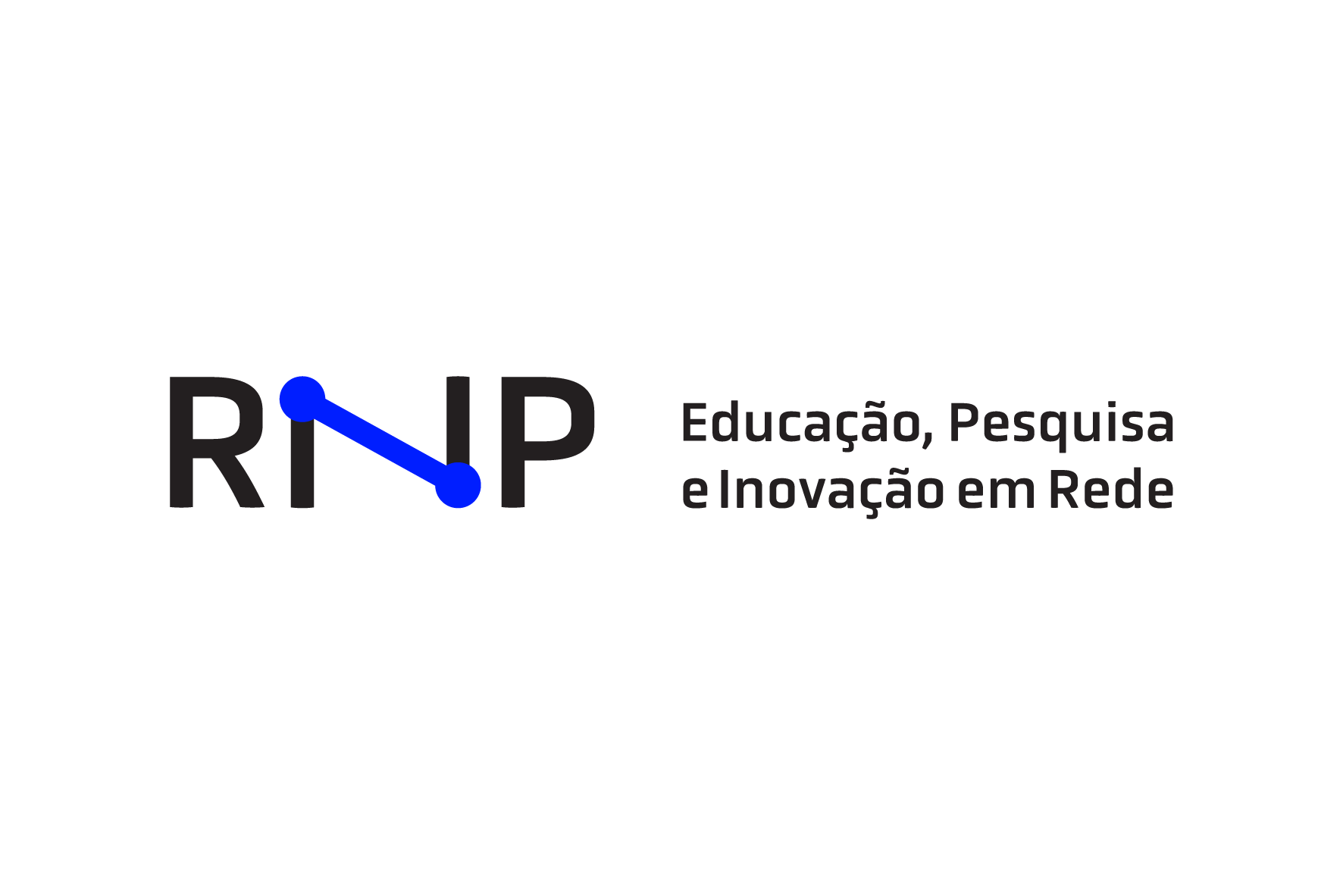

- 1999: É criada a Associação Rede Nacional de Ensino e Pesquisa (AsRNP).
- 2000: Inauguração da rede de internet da RNP, chamada Backbone RNP2.
- 2002: Associação RNP é qualificada pelo governo federal como uma Organização Social.
- 2005: Lançamento da rede Ipê, com enlaces ópticos e tecnologia de comprimentos de onda (DWDM), operando a múltiplos gigabits por segundo.
- 2005: Surge o Programa Redes Comunitárias de Ensino e Pesquisa (Redecomep).
- 2006: Criação da Rede Universitária de Telemedicina (Rute).
- 2010: Rede Ipê tem capacidade ampliada em 280%.
- 2011: Programa Redecomep amplia sua atuação em quase 40 cidades do país.
- 2016: Pontos de Presença (PoPs) da RNP passam a ser atendidos na capacidade de gigabits por segundo.
- 2017: Rede Ipê recebe primeiras conexões com 100 Gb/s.

## Rede Ipê
A rede acadêmica brasileira, ou rede Ipê, é uma rede nacional de serviços avançados e comunicação de dados que interliga as organizações usuárias entre si e, internacionalmente, com o sistema global de redes de pesquisa nacionais e regionais. A rede Ipê também oferece acesso de alta qualidade para a internet, por meio de acordos de trânsito e troca de tráfego com outras redes privadas e públicas. 

## Redecomep
O Programa Redes Comunitárias para Educação e Pesquisa (Redecomep) é uma iniciativa associativa de instituições públicas e privadas que mantém uma rede de comunicação de interesse público e coletivo, não comercial, restrita a uma região metropolitana. Uma Redecomep é formada por associação de instituições de educação, pesquisa, empresas e instituições de governos locais, responsável pelo planejamento, operação e sustentação de serviços de forma colaborativa e integrada ao Sistema RNP. 

## Serviços
- Conferência Web
- Eduplay
- FileSender@RNP
- Comunidade Acadêmica Federada (CAFe)
- Eduroam
- ICPEdu - Certificado Pessoal
- ICPEdu - Certificado Corporativo
- Diploma Digital
- Moodle
- Fone@RNP
- NasNuvens
- Testbeds RNP
- GidLab
- Suporte a E-Ciência

## Pesquisa e Desenvolvimento
A RNP realiza atividades de Pesquisa, Desenvolvimento e Inovação em TIC, com promoção, integração e aplicação de tecnologias habilitadoras estratégicas voltadas à criação e oferta de serviços e negócios digitais. Para isso, segue o modelo de inovação aberta, ou seja, coordena projetos de P&D que são submetidos pela comunidade acadêmica e startups, para o desenvolvimento de novos serviços e produtos a serem incorporados ao Catálogo de Serviços da RNP. Também coordena Comitês Técnicos formados por pesquisadores de diversas instituições acadêmicas no Brasil, para acompanhar a evolução nessas áreas do conhecimento, prospectar soluções tecnológicas e apresentar recomendações, em caráter consultivo. 

## Responsabilidade Social
O programa de Responsabilidade Social da RNP visa apoiar, de forma voluntária, projetos que atuem na promoção dos valores de Diversidade, Equidade e Igualdade, observando as necessidades de apoio tecnológico, conectividade de rede, conhecimento especializado em TI, serviços de colaboração e capacitação. Atualmente, a RNP colabora com o Projeto Include do Instituto Campus Party.

## Rede Universitária de Telemedicina - RUTE
A Rede Universitária de Telemedicina (Rute) é considerada a maior iniciativa em Telemedicina em Ensino e Pesquisa da América Latina e uma das maiores do mundo. Oferece, à comunidade de profissionais e instituições de saúde, infraestrutura de comunicação e serviço de webconferência para diagnósticos e segunda opinião formativa, educação contínua e permanente, acompanhamento, monitoramento e assistência de pacientes, gestão e avaliação de processos, interconectando hospitais universitários e de ensino via RNP. Prevê-se, ainda, a melhoria no atendimento das populações das regiões mais carentes e sem atendimento médico especializado. 

## CAIS-RNP
Criado em 1997, é considerado um dos primeiros grupos de resposta a incidentes de segurança do Brasil. Garante a segurança das redes acadêmicas ligadas ao Sistema RNP e coopera ativamente com a comunidade de cibersegurança de todo o mundo, desenvolvendo ações preventivas, educativas e corretivas em incidentes e ameaças de segurança em centenas de instituições de educação e pesquisa no país.

## Escola Superior de Redes
Unidade de serviço da RNP criada para promover a capacitação, o desenvolvimento profissional e a disseminação de conhecimento em Tecnologias da Informação e Comunicação. Com 17 anos de atuação, mais de 1.1 mil instituições clientes e aproximadamente 40 mil alunos capacitados, a ESR visa o resultado prático e busca os maiores índices de qualidade em seus serviços, com a excelência no ensino e o bom atendimento ao cliente como premissas. 

## Prêmios
| Instituição      | Categoria                    | Iniciativa      | Ano  |
| ---------------- | ---------------------------- | --------------- | ---- |
| HDI Brasil       | Melhor iniciativa ao cidadão | Internet Brasil | 2023 |
| HDI Brasil       | Melhor assistente de suporte | Ipezinho        | 2023 |
| Internet Society | Internet Hall of Fame        | Michael Stanton | 2019 |
| Internet Society | Internet Hall of Fame        | Tadao Takahashi | 2017 |